# Banfield
Banfield is een plaats in het Argentijnse bestuurlijke gebied Lomas de Zamora in de provincie Buenos Aires. De plaats telt 223.898 inwoners en maakt deel uit van de metropool Groot-Buenos Aires.
In 1873 werd het treinstation Banfield geopend, dat genoemd werd naar de Brit Edward Banfield. Vanaf de jaren 1880 vestigden zich steeds meer mensen in de buurt en het stadje kreeg de naam Banfield mee.

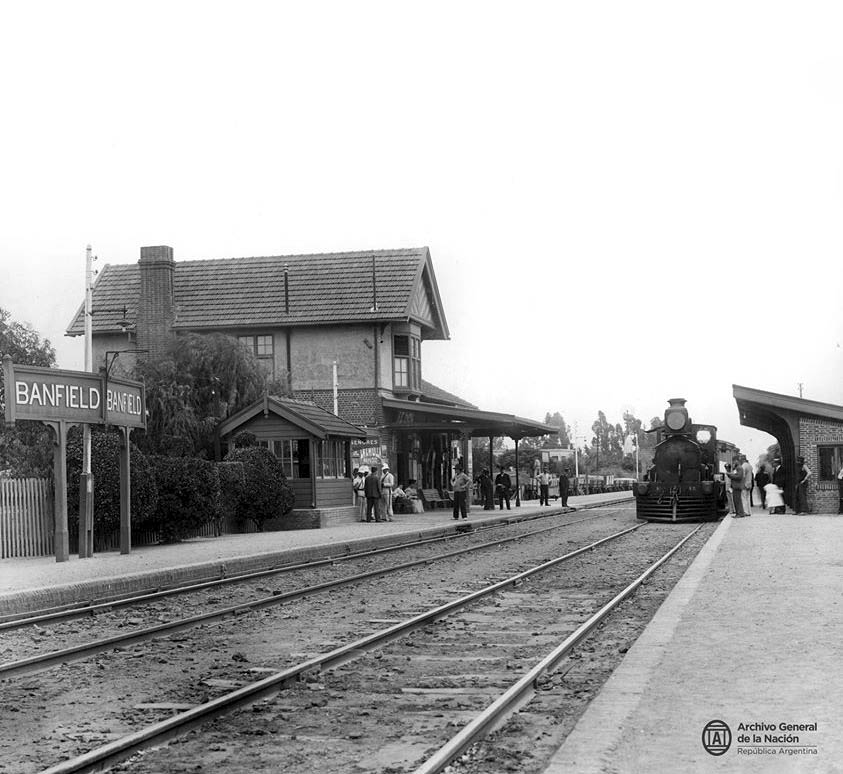
Het station van Banfield rond 1900

## Sport
- CA Banfield is de grootse voetbalclub uit de stad en is een liftploeg tussen de Argentijnse eerste en tweede divisie. In 2009 werden ze voor het eerst landskampioen.

## Overleden
- José Yudica (1936-2021), voetballer en voetbalcoach